# Alternanthera nodifera
Alternanthera nodifera är en amarantväxtart som beskrevs av August Heinrich Rudolf Grisebach. Alternanthera nodifera ingår i släktet alternanter, och familjen amarantväxter. Inga underarter finns listade i Catalogue of Life.